# Râul Budoș, Turia
Râul Budoș este un curs de apă, afluent al râului Balvanyos. 